# Franz Berwald
Franz Adolf Berwald (Stockholm, 23. srpnja 1786. – Stockholm 3. travnja 1868.) - švedski skladatelj iz 19. stoljeća. 
Rođen je u Stockholmu 23. srpnja 1786. Za života nije prepoznat kao skladatelj, tako da je morao raditi druge poslove. Bio je ortopedski kirurg, a kasnije i menadžer u pilani i u tvornici stakla. Iz njegove obitelji potječu četiri generacije glazbenika. Umro je od upale pluća, u Stockholmu 3. travnja 1868.
Danas se smatra jednim od najboljih švedskih skladatelja 19. stoljeća.

## Opus

### Simfonije
- Simfonija A-dur (1820.)
- Simfonija br. 1, G mol Sinfonia sérieuse (1842.)
- Simfonija br. 2, D-dur Sinfonia capricieuse (1842.)
- Simfonija br. 3, C-dur Sinfonia Singulier'' (1845.)
- Simfonija br.4, Es-dur, Sinfonia naivni (1845.)

### Koncerti
- Tema s varijacijama B-dur za violinu i orkestar (1816.)
- Koncert E-dur, za 2 violine i orkestar (1817.)
- Violinski koncert cis-mol (1820.)
- Koncertna skladba u F-duru za fagot i orkestar (1827.)
- Klavirski koncert D-dur (1855.)

### Ostala orkestralna djela
- Bitka kod Leipziga (1828.)
- Elfenspiel (1841.)
- Fuga Es-dur (1841.)
- Ernste und heitere Grillen (1842.)
- Spomen na Norveške Alpe (1842.)
- Bayaderen-Fest (1842.)
- Wettlauf (1842.)
- Stor polonaise (Velika poloneza) (1843.)

### Komorna glasba
- Duo za violinu i klavir D-dur (1857.-'60.)
- Duo za violončelo (ili violinu) i klavir B-dur (1858.)
- Koncertni duo za 2 violine A-dur (1816.)
- Klavirski trio C-dur (1845.)
- Klavirski trio br.1 Es-dur (1849.)
- Klavirski trio br.2 f-mol (1851.)
- Klavirski trio br.3 d-mol (1851.)
- Klavirski trio br.4 C-dur (1853.)
- Gudački kvartet br.1 g-mol (1818.)
- Gudački kvartet br.2 a-mol (1849.)
- Gudački kvartet br.3 Es-dur (1849.)
- Kvartet Es-dur za klavir, klarinet, rog i fagot (1819.)
- Klavirski kvintet br.1 c-mol (1853.)
- Klavirski kvintet br.2 A-Dur (1850.-'57.)
- Septet B-dur (1828.)
- ostale klavirske skladbe

### Vokalna djela
- Kantat i anledning av högtidligheterna (1821.)
- Kantat författad i anledning av HKH Kronprinsessans ankomst till Sverige och höga förmälning (1823.)
- Gustaf Adolph den stores seger och död vid Lützen (1845.)
- Nordiska fantasibilder (1846.)
- Gustaf Wasas färd till Dalarna (1849.)
- Apoteos (1864.)

### Scenska dela
- Leonida, opera (1829., izgubljena)
- Jag går i kloster, opereta (1843.)
- Modehandlerskan. opereta (1843.)
- Švedsko državno slavlje, kantata (1847.)
- Estrella de Soria, opera (1841./'48.)
- Drottningen av Golconda (Kneginja iz Golconde)., opera (1864.)